# The Lexicon of Love
The Lexicon of Love è l'album di debutto del gruppo synth pop britannico ABC, pubblicato dall'etichetta discografica Neutron su Long Playing (catalogo NTRS 1) e musicassetta (NTRSC 1) nel 1982, anticipato dal singolo Tears Are Not Enough (1981).
Il disco è incluso nell'elenco dei 1001 album da ascoltare obbligatoriamente prima di morire.
| Recensione    | Giudizio       |
| ------------- | -------------- |
| AllMusic      | [ 6 ]          |
| Q             | [ 7 ]          |
| Rolling Stone | [ 8 ]          |
| Ondarock      | disco da avere |

## Storia
Non è un concept album, piuttosto un insieme di canzoni che trattano prevalentemente i temi della delusione amorosa e dei tentativi falliti del protagonista di trovare una relazione stabile e significativa.
L'album è stato rimasterizzato e ristampato su CD con l'aggiunta di 6 bonus track nel 1996 dalla Mercury Records (catalogo 514942-2) e ancora nel 1998 da Mercury e Neutron insieme (catalogo 538250-2) con una sola traccia aggiuntiva.
Nel 2009, il gruppo ha eseguito dal vivo l'intero album alla Royal Albert Hall di Londra, accompagnato dalla BBC Concert Orchestra diretta da Anne Dudley, già compositrice e arrangiatrice della parte orchestrale dell'album originale.

## Successo e classifiche
Acclamato capolavoro e ritenuto uno dei migliori album pop di tutti i tempi nelle recensioni di New Musical Express, Q magazine, Mojo, Rolling Stone ed altre riviste musicali.
Ha ottenuto un notevole successo anche grazie ai singoli Tears Are Not Enough, Poison Arrow, The Look of Love (Part One) e All of My Heart tutti entrati nella 'Top 20' del Regno Unito.
| Classifica (1982) |                          | Posizione massima | Settimane in classifica |
| ----------------- | ------------------------ | ----------------- | ----------------------- |
| Regno Unito       | Regno Unito (bandiera)   | 1                 | 50 (4 al 1°)            |
| Nuova Zelanda     | Nuova Zelanda (bandiera) | 1                 | 33                      |
| Svezia            | Svezia (bandiera)        | 3                 | 8                       |
| Norvegia          | Norvegia (bandiera)      | 13                | 10                      |
| Paesi Bassi       | Paesi Bassi (bandiera)   | 16                | 17                      |
| Germania          | Germania (bandiera)      | 23                | 18                      |
| Billboard 200     | Stati Uniti (bandiera)   | 24                | —                       |

## The Look of Love
Piccola suite composta da 4 parti: la prima, inserita nell'album, è il 'singolo ufficiale', la seconda è la versione strumentale del brano, la terza un remix vocale, la quarta ed ultima è un il pezzo strumentale acustico eseguito con archi, ottoni, arpa e xilofono, anch'essa è inserita nell'album.
La suite è presente come brano aggiuntivo nell'edizione su CD del 1996, insieme ad una sua versione dal vivo registrata nel concerto del novembre 1982 all'Hammersmith Odeon di Londra.

## Theme from Mantrap
Versione alternativa di Poison Arrow contenuta nel film musicale Mantrap o ABC Mantrap del 1983, una sorta di lungo videoclip con canzoni estratte dall'album.
Presente tra le tracce aggiuntive nell'edizione 1996 dell'album in CD, è anche l'unica bonus track inserita nella ristampa del CD del 1998.

## Video musicali
- Tears Are Not Enough, Muzu.tv. URL consultato il 20 marzo 2014 (archiviato dall'url originale il 21 marzo 2014).
- Poison Arrow, Vimeo. URL consultato il 20 marzo 2014.
- The Look of Love (Part One), Vimeo. URL consultato il 20 marzo 2014.
- All of My Heart, Vimeo. URL consultato il 20 marzo 2014.

## Tracce
Testi e musiche: ABC (4 Ever 2 Gether insieme a Anne Dudley).
LP (Neutron NTRS 1)

Lato A
1. Show Me – 4:02
2. Poison Arrow – 3:24
3. Many Happy Returns – 3:56
4. Tears Are Not Enough – 3:31
5. Valentine's Day – 3:42

Lato B
1. The Look of Love (Part One) – 3:26
2. Date Stamp – 3:51
3. All of My Heart – 5:12
4. 4 Ever 2 Gether – 5:30
5. The Look of Love (Part Four) – 1:02

CD - 1996 bonus tracks (Mercury 514942-2)

L'anno indicato è quello di pubblicazione.
1. Tears Are Not Enough (demo) – 3:29 – Inedito
2. Poison Arrow (Jazz remix) – 6:54 – 1985
3. The Look of Love (US special remix, edited) – 5:43 – 1990
4. Alphabet Soup (single 12" mix) – 8:02 – 1981
5. Theme from Mantrap (original single) – 4:19 – 1982
6. The Look of Love (live) – 6:07 – 1987

Durata totale: 72:10

## Formazione

### Gruppo
- Martin Fry - voce
- Mark White - chitarra, tastiere
- Mark Lickley - basso elettrico (A2,A4,B1,B5)
- Stephen Singleton - sassofono contralto, sassofono tenore
- David Palmer - batteria, percussioni

### Altri musicisti
J. J. Jeczalik - programmazione Fairlight CMI

Anne Dudley - orchestrazione, Fairlight CMI

Louis Jardin - percussioni aggiuntive

Brad Lang - basso (altre tracce)

Andy Gray - trombone in Tears Are Not Enough

Tessa Niles/Webb - voce femminile solista in Date Stamp

Karen Clayton - (voce femminile) parlato in Poison Arrow

Gaynor Sadler - arpa

Kim Wear - tromba